# Valencia Football Club
|  | No s'ha de confondre amb Valencia Fútbol Club o València Club de Futbol. |

El Valencia Football Club és un club haitià de futbol de la ciutat de Léogâne. Va ser fundat el 27 de juny de 1972.

## Palmarès
- Campionat Nacional: [6]
  - 2012